# Cephalogonimidae
Cephalogonimidae är en familj av plattmaskar. Cephalogonimidae ingår i ordningen Plagiorchiida, klassen sugmaskar, fylumet plattmaskar och riket djur. Enligt Catalogue of Life omfattar familjen Cephalogonimidae 5 arter. 
Kladogram enligt Catalogue of Life:
| Cephalogonimidae | \| \| Cephalogonimoides \| \| \| \| \| \| Cephalogonimus \| \| \| \| |
|                  | \| \| Cephalogonimoides \| \| \| \| \| \| Cephalogonimus \| \| \| \| |
|                  | Cephalogonimoides                                                    |
|                  |                                                                      |
|                  | Cephalogonimus                                                       |
|                  |                                                                      |